# Bagno zwyczajne
Bagno zwyczajne (Rhododendron tomentosum Harmaja, syn. Ledum palustre L. 1753) – gatunek rośliny z rodziny wrzosowatych. Nazwy zwyczajowe i ludowe: bagno pospolite, bagniak, dziki rozmaryn, rozmaryn leśny. Tradycyjnie gatunek ten wydzielany był do rodzaju bagno Ledum, który okazał się zagnieżdżony w obrębie rodzaju różanecznik Rhododendron.

## Rozmieszczenie geograficzne
Występuje w stanie dzikim w środkowej i północnej Europie, w północno-wschodniej Azji, w północnej części Ameryki Północnej. Osiąga w Polsce południową granicę zasięgu. W Polsce jest rozpowszechniony na całym niżu, z wyjątkiem Kujaw i Wielkopolski, gdzie jest rzadki. W górach polskich jest rzadki, zasięg występowania sięga najwyżej w Tatrach – do 1350 m n.p.m. W Karpatach najliczniej występuje na torfowiskach Kotliny Orawsko-Nowotarskiej, poza tym w Tatrach na kilku stanowiskach (Toporowy Staw Wyżni, na zboczu Ornaku poniżej Iwaniackiej Przełęczy, Molkówka, Kondrackie Rówienki). W Karpatach stwierdzono też jego występowanie na pojedynczych stanowiskach w Wyskówce poniżej Brzezin, na Hurchocim Wierchu, w Paśmie Lubania (Tokarnia), na polanie Cioski, na Pogórzu Dynowskim, Pogórzu Wiśnickim i w Bieszczadach Zachodnich (torfowisko w Wołosatym, Tarnawie, Dźwiniaczu, Litmirz).

## Morfologia
PokrójWyprostowany, zimozielony krzew, wysokości 1–1,5 m, o gęsto, rudawo owłosionych młodych pędach, z czasem nagich o brązowej korze. Gałązki wzniesione lub podnoszące się.
LiścieUlistnienie skrętoległe. Liście są skórzaste, wąskoeliptyczne lub lancetowate, długości do 5 cm i szerokości do 2–5 mm, krótkoogonkowe. Blaszka liściowa z wierzchu jest ciemnozielona i połyskująca, od spodu pokryta rudawym kutnerem, brzegiem podwinięta.
KwiatyObupłciowe, promieniste, pięciokrotne, białe, zebrane na końcach ubiegłorocznych pędów w główkowate baldachy. Wyrastają na ogruczolonych szypułkach o długości do 2,5 cm i są szeroko otwarte. Mają 5-działkowy kielich, 5 białych, odwrotnie jajowatych, niezrośniętych płatków korony o długości 5–8 mm i 10 pręcików dłuższych od płatków. Pręciki z długimi nitkami i pylnikami bez rożków. Słupek prosty, o szyjce długiej, ale krótszej od pręcików.
OwocTorebka długości 4–5 mm, po dojrzeniu zwieszająca się ku dołowi, pękająca od strony szypułki pięcioma klapami. Nasiona liczne, drobne, spiralnie skręcone.

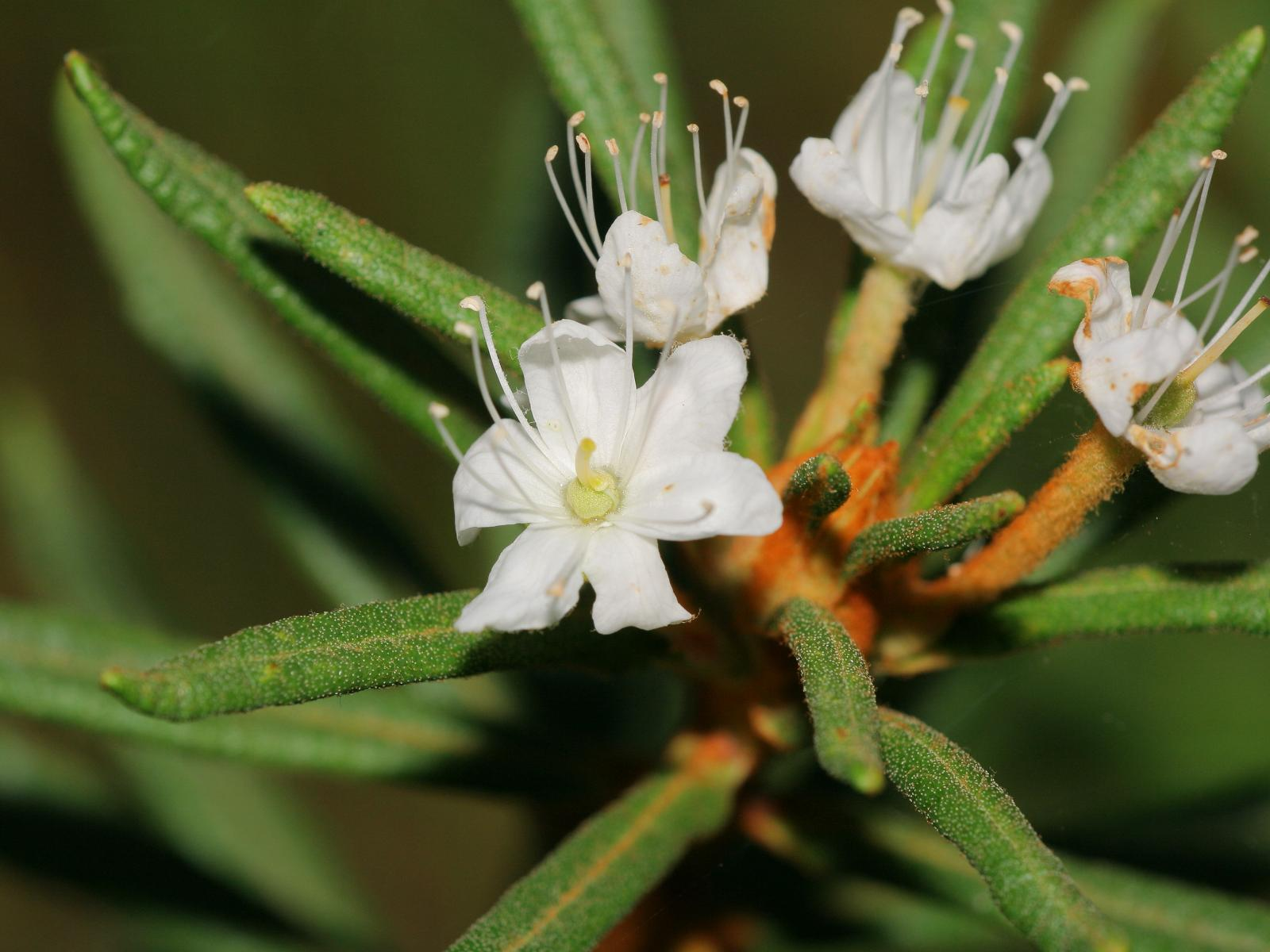
Kwiatostan
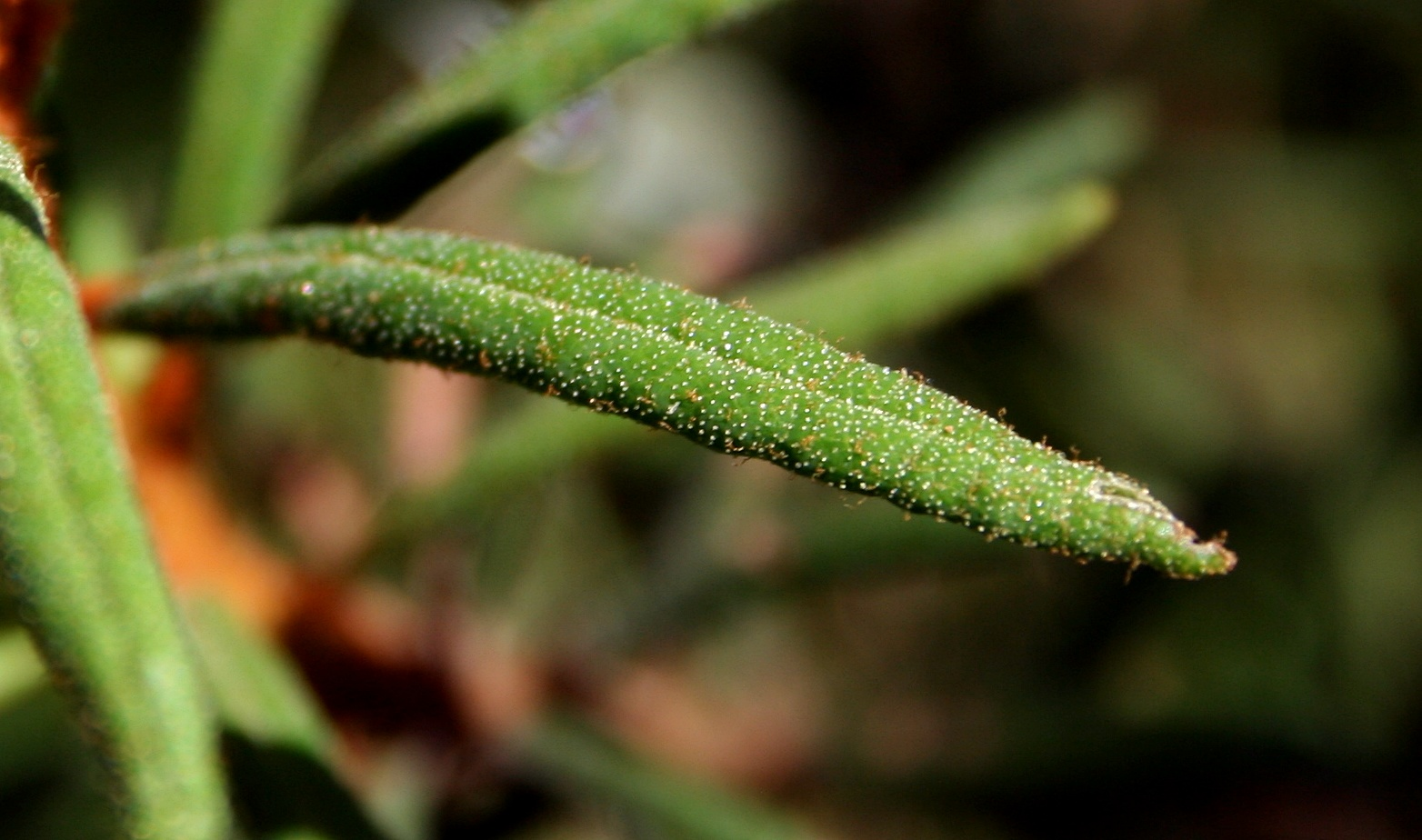
Liść
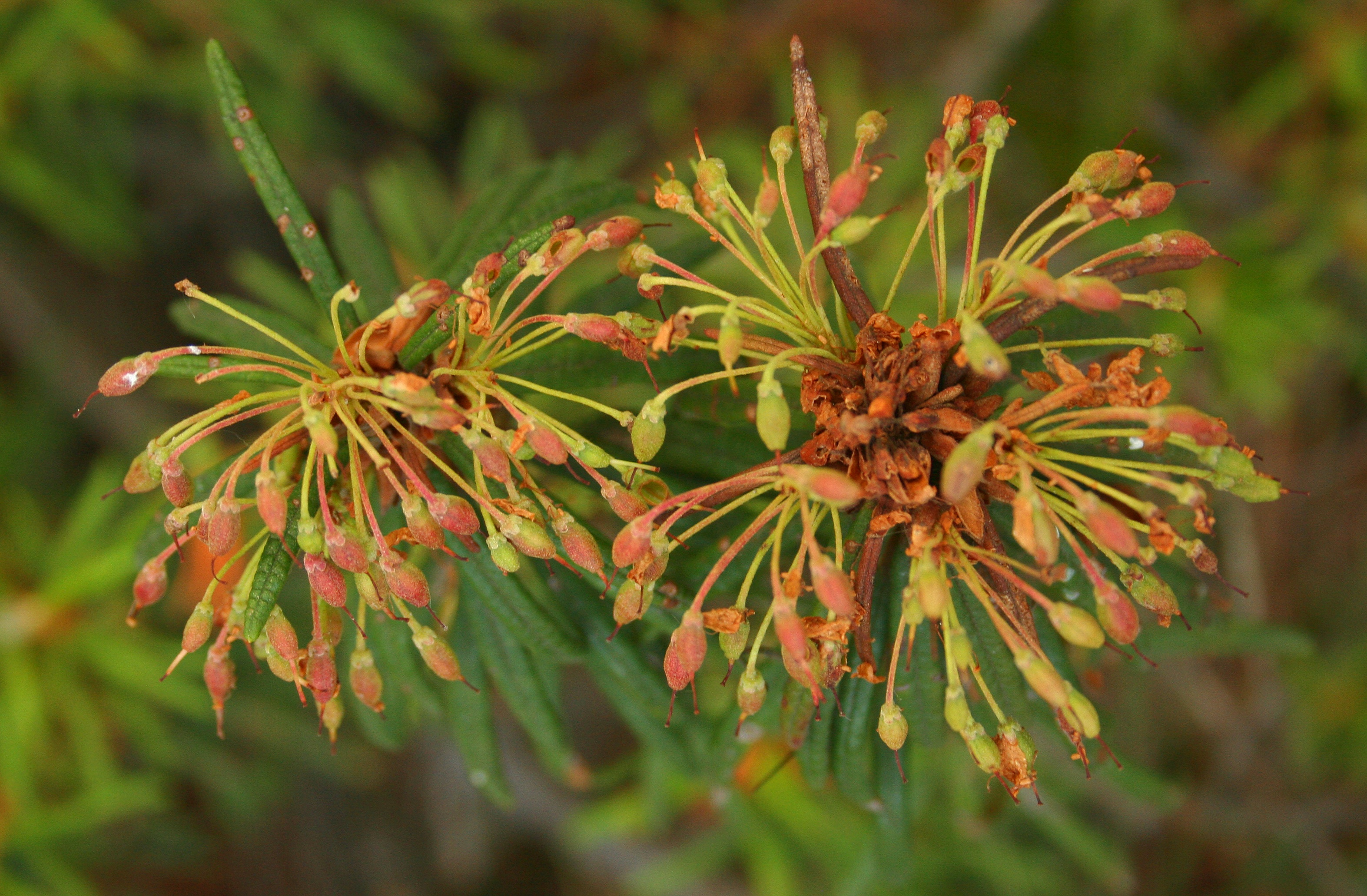
Owoce

## Biologia i ekologia

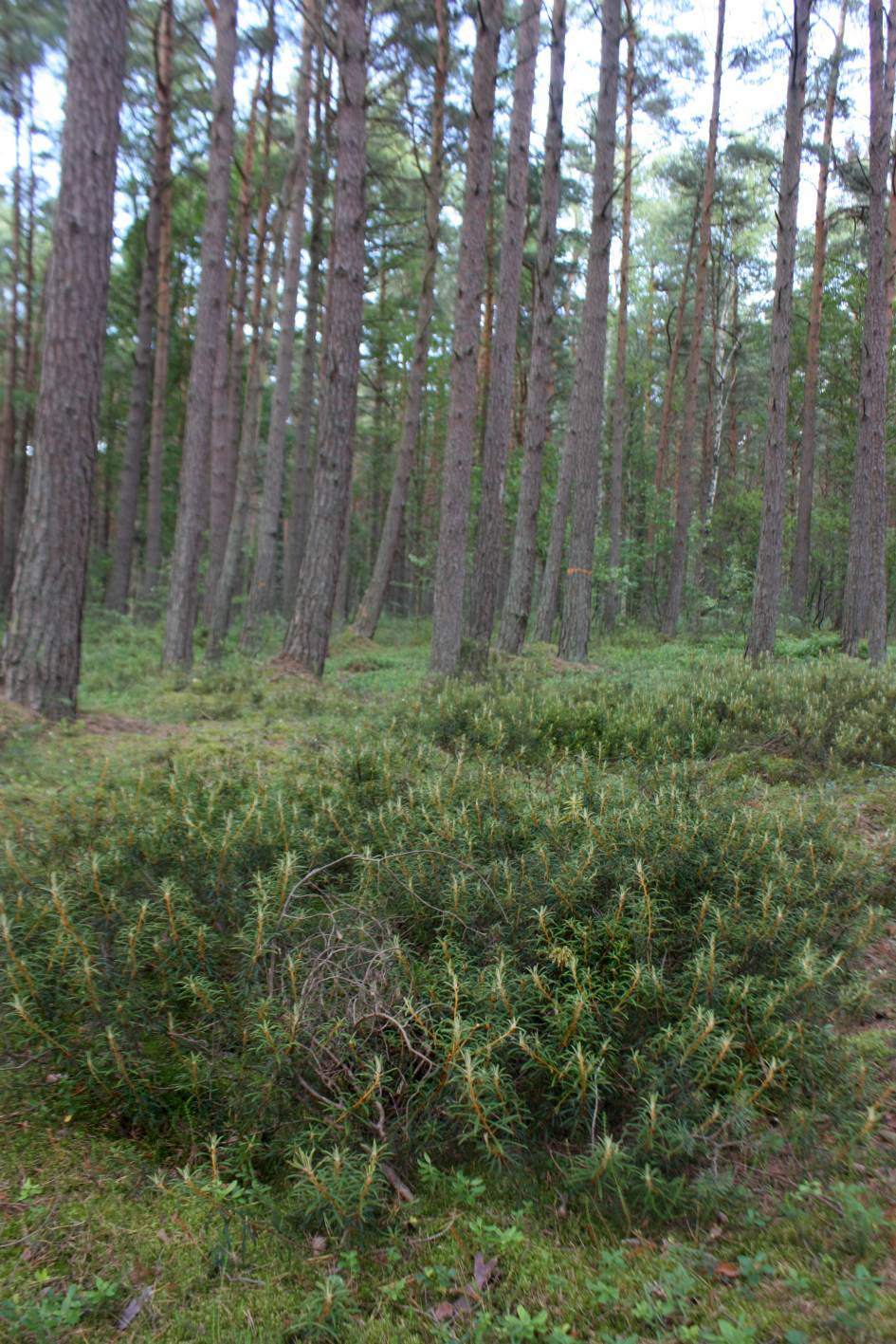
Pokrój roślin rosnących w borze bagiennym

Krzew o pąkach zimujących ponad ziemią, zaliczany do nanofanerofitów i chamefitów. Kwitnie w maju i czerwcu. Kwiaty zapylane są przez owady. Populacja liczy zazwyczaj do kilkuset osobników i miejscowo może formować łan. Liście pozostają na roślinie przez kilka sezonów. Jest krzewem krótkowiecznym, dożywa do 30 lat.
Cała roślina wydziela silny zapach i jest trująca. Liście i pędy zawierają olejek eteryczny o silnym, charakterystycznym zapachu, porażający układ nerwowy i działający odurzająco – może powodować zawroty i bóle głowy. Ze względu na zawartość szkodliwych związków na poziomie 0,3–2% (m.in. ledol, palustrol, arbutyna, garbniki) spożycie u człowieka wywołuje podrażnienie żołądka i układu pokarmowego, może prowadzić do uszkodzenia nerek oraz paraliżu systemu nerwowego. Odurzająca woń kwiatów jest trująca dla niektórych owadów, także miód z nich zebrany.
Liczba chromosomów 2n = 52.
Roślina występuje na terenach podmokłych, zacienionych i zakwaszonych (mokre lasy sosnowe, torfowiska wysokie, bory bagienne). Rośnie razem z modrzewnicą, wrzosem, żurawiną i wrzoścem bagiennym. W klasyfikacji zbiorowisk roślinnych gatunek charakterystyczny dla Ass. Vaccinio-uliginosi-Pinetum i gatunek wyróżniający dla Ass. Ledo-Spaghetum.

## Systematyka
Gatunek został opisany przez Karola Linneusza w 1753 r. jako Ledum palustre, czyli przedstawiciel rodzaju bagno Ledum. W 1990 r. fiński systematyk Harri Tapani Harmaja zaliczył ten gatunek do rodzaju różanecznik Rhododendron pod nazwą Rhododendron tomentosum, jednak w literaturze bywa jeszcze opisywany jako Ledum palustre.

## Zagrożenia i ochrona
Roślina objęta jest w Polsce ochroną od 1957 roku. W latach 1957–2004 znajdowała się pod ochroną częściową, następnie w latach 2004–2014 ochroną ścisłą. Od 2014 roku ponownie podlega ochronie częściowej. Występuje licznie w niektórych parkach narodowych, np. w parku Białowieskim, Bieszczadzkim, Poleskim, Tatrzańskim i Słowińskim oraz w rezerwatach przyrody, np. Bór na Czerwonem czy Dury.
Zagrożeniem dla gatunku jest eksploatacja torfu i osuszanie torfowisk, na których występuje, a także masowy zbiór jego gałązek, które są sprzedawane jako środek przeciwko molom.

## Zastosowanie
Roślina użytkowaRoślina używana jest jako środek przeciw molom. Wikingowie dodawali wyciąg z bagna do piwa w celu zwiększenia jego „mocy” odurzającej.
Roślina leczniczaNiegdyś była stosowana jako roślina lecznicza. Już Karol Linneusz w 1775 r. opisywał lecznicze właściwości bagna. Surowcem zielarskim były przede wszystkim młode pędy i liście. W medycynie ludowej bagno zwyczajne znane jest jako środek stosowany zewnętrznie o działaniu łagodzącym w zapaleniu stawów, bólach pleców i reumatyzmie, w leczeniu świerzbu, liszajów i innych chorób skóry i do płukania jamy ustnej w bólach zębów, a także wewnętrznie przeciw astmie i krztuścowi. W homeopatii ziele oraz liście bagna stosuje się jako środek drażniący skórę i przeciwgośćcowy. Jego świeże lub suszone liście używane były przez Eskimosów i Indian jako ceniony materiał na herbatę, przy czym przyrządzana była w formie zimnych wyciągów – przy użyciu zimnej wody.
Roślina ozdobnaSpotykana w uprawie jako krzew ozdobny, chociaż bardzo rzadko ze względu na specyficzne wymagania. Gatunek jest mrozoodporny – toleruje temperatury do -29 °C. Wymaga gleb kwaśnych, próchnicznych i wilgotnych oraz stanowisk słonecznych do półcienistych. W ogrodzie nadaje się na wrzosowiska i do grup różaneczników. Łatwiejsze w uprawie jest bagno grenlandzkie Rhododendron groenlandicum (Oeder) Kron & Judd.